# Chlorure de cobalt(II)
« CoCl2 » redirige ici.  Pour COCl2, voir phosgène.
Le chlorure de cobalt(II) est un composé inorganique constitué de cobalt et de chlore, de formule CoCl2. On le trouve usuellement sous la forme d'hexahydrate CoCl2•6H2O, qui est le composé du cobalt le plus commun en laboratoire. Cette forme hexahydrate est violette, alors que la forme anhydre est bleu ciel.

## Propriété

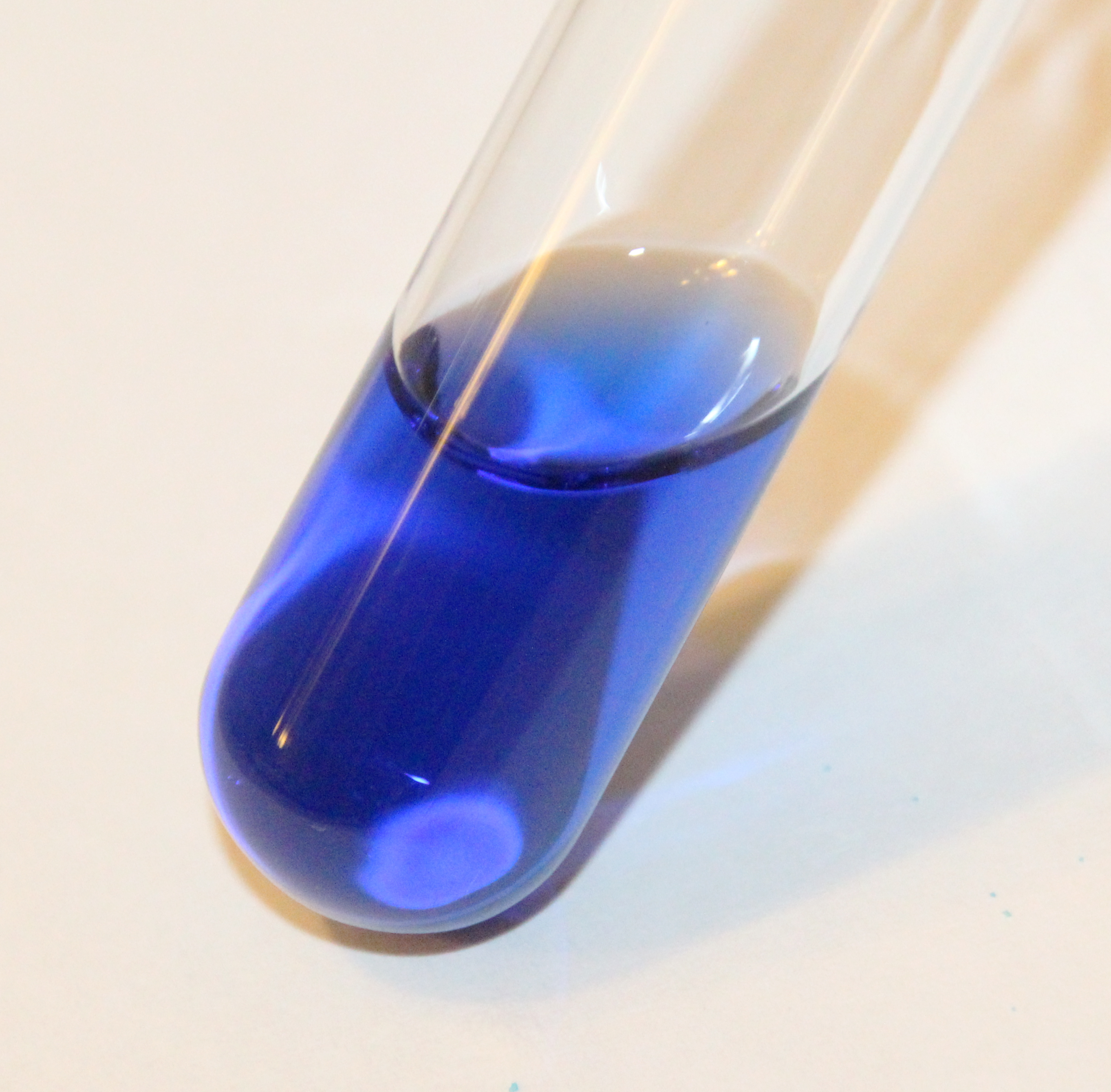
Une solution contenant l'ion [CoCl_{4}]^{2−}(aq)

À l'état solide, le CoCl2•6H2O consiste en une molécule de trans-[CoCl2(H2O)4] et de deux molécules d'eau de cristallisation. La structure cristalline de l'anhydre est identique à celle du chlorure de cadmium.
Anhydre et hexahydrate se dissolvent facilement dans l'eau et dans l'éthanol. Les solutions aqueuses de CoCl2 et de son hydrate contiennent l'espèce [Co(H2O)6]2+, ainsi que des ions chlorure. Ces solutions concentrées sont rouges à température ambiante et deviennent bleues lorsqu'elles sont chauffées.
CoCl2•6H2O est déliquescent le sel anhydre CoCl2 est hygroscopique, se convertissant rapidement en hydrate. Le chlorure de cobalt(II) donne une flamme bleu-vert.

## Synthèse
Les formes hydratées de chlorure de cobalt sont préparées à partir d'hydroxyde de cobalt(II) ou de carbonate de cobalt(II) et d'acide chlorhydrique :
Co(OH)2 + 2 HCl → Co(H2O)6Cl2
CoCO3 + 2 HCl → CoCl2 + H2O + CO2
Lorsqu'il est chauffé, l'hexahydrate se déshydrate par étapes.

## Réactions

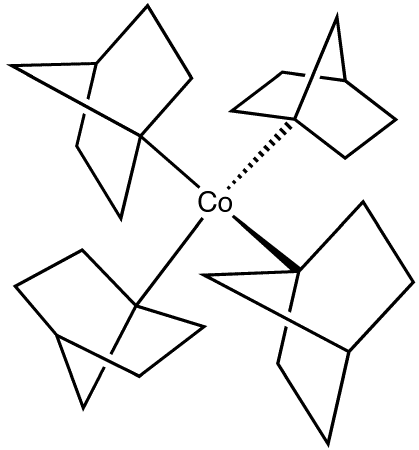
Structure du complexe de cobalt(IV) avec l'anion norbornyle.

En général, les solutions aqueuses de chlorure de cobalt(II) se comportent comme les autres solutions de sel de cobalt(II) puisque ces solutions contiennent des ions [Co(H2O)6]2+ indifféremment du contre-ion. De telles solutions donnent un précipité de sulfure de cobalt (CoS) lorsque traitées avec du sulfure d'hydrogène (H2S). CoCl2•6H2O et CoCl2 sont des acides de Lewis faibles qui réagissent pour donner un adduit, en général octaédrique ou tétraédrique. Avec la pyridine (C5H5N), on obtient un complexe octaédrique :
CoCl2•6H2O + 4 C5H5N → CoCl2(C5H5N)4 + 6 H2O
Avec le ligand encombré triphénylphosphine (P(C6H5)3), on obtient des complexes tétraédriques :
CoCl2•6H2O + 2 P(C6H5)3 → CoCl2{P(C6H5)3}2 + 6 H2O
La réaction entre le composé anhydre et le cyclopentadiénure de sodium donne le cobaltocène. Ce composé à 19 électrons est un bon agent réducteur, car il est facilement oxydé en cation cobaltacénium jaune à 18 électrons.
La réaction du1-norbonyllithium avec le CoCl2•THF dans le pentane produit le tétralkyle de cobalt(IV), un composé marron, stable thermiquement,, un rare exemple de composé métal/alcane saturé stable, d'autres produits étant obtenus dans d'autres solvants.

### Dérivés Co(III)
En présence d'ammoniac ou d'amines, le cobalt(II) est facilement oxydé par le dioxygène de l'atmosphère pour former divers complexes de cobalt(III). Par exemple, la présence d'ammoniac déclenche l'oxydation du chlorure de cobalt(II) en chlorure d'hexamminecobalt(III) :
4 CoCl2•6H2O + 4 NH4Cl + 20 NH3 + O2 → 4 [Co(NH3)6]Cl3 + 26 H2O
Cette réaction est souvent réalisée en présence de charbon comme catalyseur et parfois le peroxyde d'hydrogène est utilisé à la place de l'air.
La présence d'autres ligands fortement basiques, tels que le carbonate, l'acétylacétonate ou l'oxalate provoque la formation de dérivés Co(III), alors que la présence de carboxylates ou d'halogénures ne le permet pas.
Contrairement aux complexes de Co(II), les complexes de Co(III) sont très lents pour échanger leurs ligands, et on les considère souvent comme « cinétiquement inertes ».

### Instabilité de CoCl3
L'existence du chlorure de cobalt(III), CoCl3 est mise en doute, même si ce composé est listé dans certains recueils. Selon Greenwood and Earnshaw, le seul composant binaire stable du cobalt et d'halogènes, si l'on exclut CoF3, sont des dihalogénures. La stabilité de Co(III) en solution est considérablement accrue en présence de ligands dont la basicité de Lewis est plus grande que celle du chlorure, tels que les amines.

## Utilisation
En laboratoire, le chlorure de cobalt(II) sert de précurseur à d'autres composés du cobalt
En raison de la facilité de la réaction hydration/déshydration et du changement de couleur qu'elle induit, le chlorure de cobalt est utilisé comme indicateur d'humidité dans les dessicants.
Il peut être (rarement) utilisé en synthèse organique et pour la galvanoplastie d'objets  par le cobalt métallique.
Il est parfois utilisé comme « encre invisible », car la solution aqueuse du composé hexahydraté est à peine visible sur le papier, et une fois chauffé (par exemple avec une bougie), apparait une encre d'un bleu profond.
Le chlorure de cobalt(II) peut être utilisé comme additif à l'électrolyte utilisé dans les accumulateurs au plomb (en général l'acide sulfurique), afin d'augmenter les performances et la durée de vie de la batterie.
On peut également utiliser ce dernier comme catalyseur pour une réaction de l'eau oxygénée avec du  tartrate de sodium-potassium.